# Final da Liga das Nações da UEFA A de 2024–25
A final da Liga das Nações da UEFA de 2025 foi uma partida de futebol que determinou o vencedor do torneio final da Liga das Nações da UEFA. Foi a primeira divisão da edição 2024–25 da Liga das Nações da UEFA, é a quarta edição do campeonato bienal internacional de futebol envolvendo as seleções masculinas das 55 federações membros da UEFA..

## Fundo
Esta partida é a primeira final da Liga das Nações da UEFA com dois finalistas anteriores, com Portugal vencendo a final inaugural em 2019 sobre a Holanda e a Espanha jogando nas duas finais seguintes; eles perderam a primeira em 2021 contra a França antes de vencer a Croácia nos pênaltis dois anos depois.
Este é o 41º Derby Ibérico , com a Espanha a vencer 17, empatar 17 e Portugal a vencer seis.

### Finais anteriores
| Team     | Previous final appearances |
| -------- | -------------------------- |
| Portugal | 1 (2019)                   |
| Espanha  | 2 (2021, 2023)             |

## Local
A Allianz Arena foi escolhida pela Federação Alemã de Futebol como uma das duas sedes das Finais da Liga das Nações, juntamente com a MHPArena . O estádio, inaugurado em 2005, é a casa do Bayern de Munique e sediou partidas da Copa do Mundo FIFA de 2006 , da UEFA Euro 2020 e da UEFA Euro 2024. O estádio havia acabado de sediar a final da Liga dos Campeões, oito dias antes desta partida.

## Caminho para a final
Observação: em todos os resultados abaixo, a pontuação do finalista é fornecida primeiro (H: casa; A: fora; N: neutro).
| Pos | Equipe      | Pts | J | V | E | D | GP | GC | SG | Classificação ou descenso |
| --- | ----------- | --- | - | - | - | - | -- | -- | -- | ------------------------- |
| 1   | Portugal    | 14  | 6 | 4 | 2 | 0 | 13 | 5  | +8 | Quartas de final          |
| 2   | Croácia     | 8   | 6 | 2 | 2 | 2 | 8  | 8  | 0  | Quartas de final          |
| 3   | Escócia     | 7   | 6 | 2 | 1 | 3 | 7  | 8  | −1 | Play-offs de Rebaixamento |
| 4   | Polónia (R) | 4   | 6 | 1 | 1 | 4 | 9  | 16 | −7 | Rebaixado à Liga B        |

| Pos | Equipe    | Pts | J | V | E | D | GP | GC | SG | Classificação ou descenso |
| --- | --------- | --- | - | - | - | - | -- | -- | -- | ------------------------- |
| 1   | Espanha   | 16  | 6 | 5 | 1 | 0 | 13 | 4  | +9 | Quartas de final          |
| 2   | Dinamarca | 8   | 6 | 2 | 2 | 2 | 7  | 5  | +2 | Quartas de final          |
| 3   | Sérvia    | 6   | 6 | 1 | 3 | 2 | 3  | 6  | −3 | Play-offs de Rebaixamento |
| 4   | Suíça (R) | 2   | 6 | 0 | 2 | 4 | 6  | 14 | −8 | Rebaixado à Liga B        |

### Final
| 8 de junho    | Portugal                      | 2 – 2     | Espanha                       | Allianz Arena, Munique      |
| 21:00 (UTC+2) | Nuno Mendes 26' · Ronaldo 61' | relatório | Zubimendi 21' · Oyarzabal 45' | Árbitro: SUI Sandro Schärer |

|                                              |       | Penalidades              |  |
| Ramos Vitinha Fernandes Nuno Mendes R. Neves | 5 – 3 | Merino Baena Isco Morata |  |

| Portugal | Espanha |

| GK               | 1                | Diogo Costa         |      |      |
| RB               | 15               | João Neves          |      | 46'  |
| CB               | 3                | Rúben Dias          |      |      |
| CB               | 14               | Gonçalo Inácio      | 19'  | 74'  |
| LB               | 25               | Nuno Mendes         | 100' |      |
| CM               | 10               | Bernardo Silva      |      | 74'  |
| CM               | 23               | Vitinha             |      |      |
| RW               | 20               | Pedro Neto          | 82'  | 106' |
| AM               | 8                | Bruno Fernandes     |      |      |
| LW               | 26               | Francisco Conceição |      | 46'  |
| CF               | 7                | Cristiano Ronaldo   |      | 88'  |
| Substitutions:   |                  |                     |      |      |
| DF               | 2                | Nélson Semedo       |      | 46'  |
| MF               | 18               | Rúben Neves         |      | 46'  |
| DF               | 13               | Renato Veiga        |      | 74'  |
| FW               | 17               | Rafael Leão         |      | 74'  |
| FW               | 9                | Gonçalo Ramos       |      | 88'  |
| FW               | 21               | Diogo Jota          |      | 106' |
| Manager:         |                  |                     |      |      |
| Roberto Martínez | Roberto Martínez | Roberto Martínez    | 110' |      |

| GK                | 23 | Unai Simón       |       |      |
| RB                | 14 | Óscar Mingueza   |       | 92'  |
| CB                | 3  | Robin Le Normand | 90+1' |      |
| CB                | 12 | Dean Huijsen     |       |      |
| LB                | 24 | Marc Cucurella   |       |      |
| CM                | 20 | Pedri            |       | 75'  |
| CM                | 18 | Martín Zubimendi |       |      |
| CM                | 8  | Fabián Ruiz      | 33'   | 75'  |
| RF                | 19 | Lamine Yamal     |       | 106' |
| CF                | 21 | Mikel Oyarzabal  |       | 111' |
| LF                | 11 | Nico Williams    |       | 92'  |
| Substitutions:    |    |                  |       |      |
| MF                | 22 | Isco             |       | 75'  |
| MF                | 6  | Mikel Merino     |       | 75'  |
| MF                | 16 | Álex Baena       | 100'  | 92'  |
| DF                | 2  | Pedro Porro      | 110'  | 92'  |
| FW                | 15 | Yeremy Pino      |       | 106' |
| FW                | 7  | Álvaro Morata    |       | 111' |
| Manager:          |    |                  |       |      |
| Luis de la Fuente |    |                  |       |      |

| Homem do Jogo: Nuno Mendes --> Árbitros assistentes: SUI Jonas Erni SUI Susann Küng Quarto árbitro: NED Serdar Gözübüyük Árbitro assistente reserva: Árbitro assistente de vídeo: SUI Fedayi San Assistente do árbitro assistente de vídeo: NED Dennis Higler Árbitro assistente de vídeo de apoio: NED Pol van Boekel | Regras de jogo - 90 minutos - 30 minutos de Prorrogação se necessário - Disputa de pênaltis se o placar ainda estiver empatado - Máximo de doze jogadores no banco de reservas - Máximo de cinco substituições, sendo permitida uma sexta na prorrogação - Máximo de três oportunidades de substituição, sendo permitida uma quarta na prorrogação |

## Morte de espetador
Durante o primeiro tempo da prorrogação, um torcedor morreu após cair do segundo andar da arquibancada principal da Allianz Arena. O homem caiu na área de assentos abaixo e foi atendido por paramédicos e funcionários do estádio. No entanto, o homem não resistiu aos ferimentos e foi declarado morto às 00h06, horário local, do dia 9 de junho. A partida não foi interrompida durante o incidente. Jogadores e comissão técnica de ambas as equipes prestaram condolências durante as coletivas de imprensa após a partida.